# 모모세 다다시
모모세 다다시(일본어: 百瀬 格, 1938년 ~ )는 일본의 기업인, 저술가이다.

## 생애
일본 군마현 다카사키시에서 태어났다. 1963년 군마 대학 공학부를 나온 뒤 같은 해 (주)도멘(東棉)에 입사했다. 1968년부터 2년간 한국에서 근무를 했다. 1971년부터 1980년대 중반까지 포스코 설립 프로젝트에 참가했다. 그후 도멘 서울 지점장, 한국 도멘 사장, 회장을 역임했고, 1999년에 퇴사했다. 그후 한국 마쓰이물산의 고문으로 일했다.

## 저서
- 한국이 죽어도 일본을 못 따라잡는 18가지 이유/사회평론 간/1997년 8월 5일
- 한국이 그래도 일본을 따라잡을 수 있는 18가지 이유/사회평론 간/1997년 8월 5일
- 여러분 참 답답하시죠/사회평론 간/2008년 8월 8일

## 같이 보기
- 미즈노 슌페이
- 구로다 가쓰히로
- 호사카 유지